# Ivan Illich
Ivan Illich (Bécs, 1926. szeptember 4. – Bréma, 2002. december 2.) osztrák filozófus.

## Élete
Zsidó-katolikus családban született. 1942-től 1946-ig teológiát és filozófiát tanult a római Gregoriana Pápai Egyetemen. Ezután a Salzburgi Egyetemen doktorált történelemből. 
1951-ben az Amerikai Egyesült Államokba ment, ahol egy Ír-Puerto Ricó-i hitközösségnél szolgált segédlelkészként New York városában. 1956-tól 1960-ig rektor helyettes a Puerto Ricó-i Katolikus Egyetemen, ahol egy intenzív képzési centrumot szervezett, ahol latin-amerikai kultúrát tanítottak az amerikai papoknak. Társalapítója volt a széles körben ismert és sokat vitatott Nemzetközi Dokumentációs Bizottságnak (Center for Intercultural Documentation: CIDOC), a mexikói Cuernavacában, és 1964-től kutató szemináriumokat tartott az Institutional Alternatives in a Technological Society (Alternatív szervezetek a Technikai társadalomban) témakörben, különös figyelemmel Latin-Amerikára. 
1976-ban összetűzésbe került a Vatikánnal, egy az egyház szervezeti működését kritizáló elemzése miatt. Az 1980-as évektől sokat utazott. Legtöbbször Németországban, Mexikóban és az Egyesült Államokban tartózkodott. Utolsó éveiben súlyos rákosodás volt az arcán. Korai stádiumban konzultált egy orvossal, aki el tudta volna távolítani a daganatot, de Illich ezt nem vállalta, mivel nagy volt a kockázata, hogy elveszíti a beszédképességét. Betegségét hagyományos gyógymódokkal próbálta kezelni, mivel számos kritikájában nyilvánosan elutasította a professzionalizálódott gyógymódokat. A daganat okozta fájdalmak enyhítésére rendszeresen szívott ópiumot. 2002. december 2-án halt meg Brémában.

## Számos írása jelent meg a következő lapokban
- The New York Review
- The Saturday Review
- Esprit
- Kursbuch
- Siempre
- America
- Commonweal
- Epreuves
- Temps Modernes
- Le Monde
- The Guardian

## Megjelent könyvei
- Die philosophischen Grundlagen der Geschichtsschreibung bei Arnold J. Toynbee (1951), Diss. Salzburg
- Celebration of Awareness (1971) ISBN 0-7145-0837-3
- Deschooling Society (1971) ISBN 0-06-012139-4
- Tools for Conviviality (1973) ISBN 0-06-080308-8 ISBN 0-06-012138-6
- Energy and Equity (1974) (a katalógusokban formailag hibás ISBN-nel szerepel) ISBN 0061361535
- Medical Nemesis (1975) ISBN 0-394-71245-5 ISBN 0-7145-1095-5 ISBN 0-7145-1096-3
- The Right to Useful Unemployment (1978) ISBN 0-7145-2628-2
- Toward a History of Needs (1978) ISBN 0-394-41040-8 ISBN 0-394-73501-3
- Shadow Work (1981) ISBN 0-7145-2711-4 ISBN 0-7145-2710-6
- Gender (1982) ISBN 0-394-52732-1
- H2O and the Waters of Forgetfulness (1985) ISBN 0-911005-06-4
- ABC: The Alphabetization of the Popular Mind (1988) ISBN 0-86547-291-2
- In the Mirror of the Past (1992) ISBN 0-7145-2937-0
- In the Vineyard of the Text: A Commentary to Hugh's Didascalicon (1993) ISBN 0-226-37235-9
- Ivan Illich in Conversation interviews with Cayley, David. (1992) (Toronto: Anansi Press)
- The Rivers North of the Future – The Testament of Ivan Illich as told to David Cayley (2005) ISBN 0-88784-714-5 (Toronto: Anansi Press)
- Corruption of Christianity Illich, Ivan (Author) Cayley, David (Editor) (2000) ISBN 0-660-18099-5
- Power in the Highest Degree : Professionals and the Rise of a New Mandarin Order by Charles Derber, William A. Schwartz, and Yale Magrass, Oxford University Press, 1990
- Silencing Ivan Illich : A Foucauldian Analysis of Intellectual Exclusion. Gabbard, D. A. New York: Austin & Winfield, 1993 ISBN 1-880921-17-0

### Magyarul
- A szöveg szőlőskertjében. Kommentár Hugo de Sancto Victore didascaliconjához; ford. Tóth Gábor; Gond-Cura Alapítvány–Palatinus, Bp., 2001 (Gutenberg tér) ISBN 963-9380-28-8